# Умурзаков, Расул
Расул Умурзаков (1949—1994) — депутат Совета национальностей Верховного совета СССР XI созыва (1984—1989) от Сузакского избирательного округа Киргизской ССР.

## Биография
Родился 12 июля 1949 года. Узбек, беспартийный, образование среднее. С 1965 года работал трактористом в колхозе. В 1971—1973 гг. служил в Советской Армии. С 1973 года — тракторист-машинист колхоза «Тендик» («Равноправие») Сузакского района Ошской области.
В ВС СССР был членом Планово-бюджетной комиссии Совета национальностей.
Жена — Умурзакова Махбуба, родилась 13 февраля 1956 г.
Умурзаков Расул Умурзакович умер 30 мая 1994 года.